# Брюханов, Виктор Петрович
Ви́ктор Петро́вич Брюха́нов (1 декабря 1935, Ташкент — 13 октября 2021, Киев) — директор Чернобыльской АЭС в 1970—1986 годах.

## Биография
В 1959 году окончил энергетический факультет Ташкентского политехнического института.
После окончания института работал на Ангренской ТЭС (Ташкентская область) на следующих должностях: дежурный деаэраторной установки, машинист питательных насосов, помощник машиниста турбины, машинист турбины, старший машинист турбинного цеха, начальник смены, начальник турбинного цеха. На этапе строительства станции, будучи практикантом, встретил свою будущую жену Валентину. Свадьба состоялась в декабре 1960 года.
В 1966 году Виктор Петрович был приглашён работать на Славянскую ГРЭС (Донецкая область), где проработал до 1970 года в должностях старший мастер, заместитель начальника котельно-турбинного цеха, начальник этого цеха, заместитель главного инженера. Член КПСС с 1966 года.
В конце 1969 года был назначен директором будущей новой АЭС. В начале 1970 года приехал в Чернобыль для организации строительства станции и города для обслуживающего персонала — будущей Припяти. Зимой 1972 года семья Брюхановых переехала из временного посёлка при строящейся станции в новую квартиру в Припяти по адресу пр. Ленина, 6. С апреля 1970 года по июль 1986 года Виктор Петрович работал директором Чернобыльской АЭС имени В. И. Ленина.
В период с 1970 по 1986 год неоднократно избирался членом бюро Киевского областного, Чернобыльского районного и Припятского городского комитетов партии, депутатом Чернобыльского районного и Припятского городского Советов народных депутатов. Делегат XXVII съезда КПСС (1986).
После аварии в 1986 году Брюханов был отстранён от должности директора. С июля 1986 года по июль 1987 года занимал должность заместителя начальника производственно-технического отдела ЧАЭС. 3 июля 1986 года решением Политбюро ЦК КПСС «за крупные ошибки и недостатки в работе, приведшие к аварии с тяжелыми последствиями» исключён из рядов КПСС. 13 августа 1986 года Брюханову, вернувшемуся из Ташкента с похорон матери, скончавшейся от сердечного приступа после сообщения об обвинениях сына, было предъявлено обвинение по статье 220 Уголовного кодекса УССР «Нарушение правил техники безопасности на взрывоопасных производствах и предприятиях».
29 июля 1988 года постановлением судебной коллегии по уголовным делам Верховного суда СССР Брюханов был приговорён к 10 годам лишения свободы с отбыванием наказания в исправительно-трудовом учреждении общего режима.
30 сентября 1991 года был досрочно освобождён. После этого Брюханов продолжил работу на Чернобыльской АЭС в должности начальника техотдела, с 1992 года — в структуре Министерства внешней торговли Украины. С августа 1992 года проживал в Ватутинском (ныне — Деснянском) районе города Киева.
Участник ликвидации последствий аварии на ЧАЭС (категория 1). Инвалид II группы.
Умер 13 октября 2021 года. Похоронен в Киеве.

## В кино
В мини-сериале HBO «Чернобыль» (2019) роль Виктора Брюханова сыграл актёр Кон О’Нил.

## Награды
- Государственная премия УССР в области науки и техники (1978).
- Орден Трудового Красного Знамени (1978).
- Орден Октябрьской революции (1983).
- Медаль «За доблестный труд. В ознаменование 100-летия со дня рождения Владимира Ильича Ленина» (1970).
- Медаль «Ветеран труда» (1984).
- Почётная грамота Верховного Совета УССР (1980).

## Семья
- Жена — Валентина Михайловна, инженер-энергетик; в 1975—1990 годах — старший инженер производственного отдела ЧАЭС, вышла на пенсию.
  - Сын — Олег (род. 1969), инженер цеха ТАИ ТЭЦ-6, киевлянин.
  - Дочь — Лилия (род. 1964[3]), врач-педиатр, жительница Херсона.